# Провулок Збаразький (Тернопіль)
Провулок Збаразький — один з провулків міста Тернополя.

## Відомості
Розпочинається неподалік вулиць Збаразької та Бродівської, пролягає на схід до вулиці Лозовецької, де і закінчується. На провулку розташовані приватні будинки.